# 57 Dywizja Strzelecka (ZSRR)
57 Dywizja Strzelecka (ros. 57-я стрелковая дивизия)  – związek taktyczny piechoty Armii Czerwonej.
W czerwcu 1941 roku w składzie 17 Armii Okręgu Zabajkalskiego od 15 stycznia 1940 jako motorowa.